# Epitaph (Album)
Epitaph ist das zweite Album der Technical-Death-Metal-Band Necrophagist, das im Jahr 2004 erschien.

## Geschichte
Epitaph wurde im Gegensatz zu dem Vorgängeralbum Onset of Putrefication nicht im Alleingang von Muhammed Suiçmez eingespielt. Die Band konnte erstmals eine feste Besetzung vorweisen, auch wenn weiterhin fast ausschließlich alle Lieder aus seiner Feder stammten. Christian Münzner setzte sich telefonisch mit Suiçmez in Kontakt, der, durch seine Fähigkeiten begeistert, ihn in die Gruppe aufnahm. Drei Monate vor den Aufnahmen fehlten noch immer ein passender Bassist und Schlagzeuger. Münzner erinnerte sich an einen Bekannten namens Hannes Grossmann, den er auf einem Konzert kennengelernt hatte. Grossmann, der lange Schlagzeugunterricht im Jazz-Bereich genommen hatte und ähnlich wie Suiçmez stark an Musiktheorie interessiert war, wurde als Schlagzeuger in die Band aufgenommen. Er eignete sich das Schlagzeugspiel für die Lieder innerhalb von zwei Monaten an. Die Aufnahmen begannen ohne einen Bassisten. Grossmann erinnerte sich wiederum an einen Kollegen, Stefan Fimmers, der den Platz des Bassisten füllte. Suiçmez bezog seine Ideen für Lieder dabei aus teils ungewöhnlichen Quellen. So schaute er sich die Konstruktionszeichnung für eine V6 Kurbelwelle mit 72° Kurbelwinkel an und entdeckte, dass die Zündzeitpunkte einem für ihn interessanten Rhythmus folgen. Dadurch entstand ein neuer Schlagzeugrhythmus, um den er ein Lied aufbaute. Vor den Aufnahmen hatten die Mitglieder nie zusammen geprobt, sondern jeder vereinzelt für sich seinen Teil einstudiert. Die Aufnahmen fanden in verschiedenen Studios statt. Muhammed Suicmez nahm seinen Teil in The Depth of Torment in Baden-Baden auf. Bassist Stefan Fimmers nahm seinen Teil im Aexxys-Art in Schwandorf auf. Die Aufnahmen der Schlagzeug- und Gesangsteil fanden unter der Leitung von Christoph Brandes in The Iguana Studios in March statt. Das Album wurde im selben Studio von Christoph Brandes und Muhammed Suicmez abgemischt. Gemastert wurde das Album von Bob Katz im Digital Domain in Orlando, Florida.

## Rezeption
Moritz Krüger gibt in seiner Rezension an, dass sich die Band zu ihrem Vorgängeralbum, das er ebenfalls als positiv bewertet, noch gesteigert habe. Die Lieder seien eingängig, jedoch erschließe sich das volle Potenzial erst nach mehrmaligem Anhören. Er hebt vor allem das hohe technische Spielniveau der Instrumente hervor und beschreibt diese als „genial“ und „virtuos“. Er vergibt die vollen Punktzahl von zehn möglichen Punkten. Norman von metal.de beschreibt das Album als „Meilenstein in Sachen Death-Metal“, bezeichnet es als „Meisterwerk“ und hebt neben dem technisch hohen Spielniveau auch die Liedtexte hervor: Suiçmez weise „ein Höchstmaß an Songschreiberqualitäten“ auf, die Texte beschreibt Norman als „sinnig“. Es wurden neun von zehn möglichen Punkten vergeben. Michael Edele von laut.de gab an, dass es erstaunlich sei, dass es sich um eine deutsche Band handle, da mit hinter der Musik eher eine US-amerikanische Band vermuten würde. Er beschreibt die Lieder ebenfalls als technisch höchst anspruchsvoll und zieht Parallelen zu Bands wie Morbid Angel, Cynic und Krisiun. Edele äußert sich durchweg positiv zum Album, einzig die Spielzeit von rund 30 Minuten bemängelt er als „knapp“. Er vergab vier von fünf Punkten, in der Leserwertung erreichte das Album die volle Punktzahl.

## Titelliste
1. Stabwound (Muhammed Suiçmez) – 2:48
2. The Stillborn One (Muhammed Suiçmez) – 4:24
3. Ignominious & Pale (Muhammed Suiçmez) – 4:01
4. Diminished To B (Muhammed Suiçmez) – 4:59
5. Epitaph (Muhammed Suiçmez) – 4:15
6. Only Ash Remains (Muhammed Suiçmez) – 4:11
7. Seven (Muhammed Suiçmez) – 3:41
8. Symbiotic In Theory (Muhammed Suiçmez, Christian Münzner) – 4:35[2]

## Stil
Charakteristisch für die Musik des Albums ist die Verwendung von teils genrefremden Werken. Das Spiel der Gitarre am Ende von Only Ash Remains ist eine Coverversion von Sergei Sergejewitsch Prokofjews Lied Dance of the Knights aus dem Stück Romeo und Julia. Das Lied The Stillborn One enthält einen Auszug aus Ludwig van Beethovens Für Elise. Das Spiel des Basses wird mit dem von Steve DiGiorgio verglichen. Die Lieder werden fast ausschließlich schnell gespielt, wobei die Gitarrensoli besonders schnell sind.